# St. Clair County (Michigan)
St. Clair County ist ein County im US-Bundesstaat Michigan. Der Verwaltungssitz (County Seat) ist Port Huron. Das U.S. Census Bureau hat bei der Volkszählung 2020 eine Einwohnerzahl von 160.383 ermittelt.

## Geographie
Das County liegt im Osten der Unteren Halbinsel von Michigan, grenzt an Kanada, getrennt durch den St. Clair River und hat eine Fläche von 2167 Quadratkilometern, wovon 291 Quadratkilometer Wasserfläche sind. Es grenzt an folgende Countys:
|               | Sanilac County |                                  |
| Lapeer County |                | Lambton County (Ontario, Kanada) |
|               | Macomb County  |                                  |

## Geschichte
St. Clair County wurde 1822 aus Teilen des Macomb County gebildet. Benannt wurde es nach Arthur St. Clair, dem ersten Gouverneur des Nordwestterritoriums, Generalmajor im Amerikanischen Unabhängigkeitskrieg und 9. Präsident des Kontinentalkongresses.

Zwei Orte im St. Clair County haben den Status einer National Historic Landmark, das Feuerschiff Huron und der St. Clair Tunnel. 27 Bauwerke und Stätten des Countys sind insgesamt im National Register of Historic Places eingetragen (Stand 28. Januar 2018).

## Demografische Daten
Nach der Volkszählung im Jahr 2000 lebten im St. Clair County 164.235 Menschen in 62.072 Haushalten und 44.629 Familien. Die Bevölkerungsdichte betrug 88 Einwohner pro Quadratkilometer. Ethnisch betrachtet setzte sich die Bevölkerung zusammen aus 94,96 Prozent Weißen, 2,10 Prozent Afroamerikanern, 0,50 Prozent amerikanischen Ureinwohnern, 0,40 Prozent Asiaten, 0,02 Prozent Bewohnern aus dem pazifischen Inselraum und 0,64 Prozent aus anderen ethnischen Gruppen; 1,38 Prozent stammten von zwei oder mehr Ethnien ab. 2,19 Prozent der Bevölkerung waren spanischer oder lateinamerikanischer Abstammung, die verschiedenen der genannten Gruppen angehörten.
Von den 62.072 Haushalten hatten 34,6 Prozent Kinder unter 18 Jahren, die bei ihnen lebten. 57,4 Prozent waren verheiratete, zusammenlebende Paare, 10,4 Prozent waren alleinerziehende Mütter und 28,1 Prozent waren keine Familien. 23,4 Prozent waren Singlehaushalte und in 9,6 Prozent lebten Menschen im Alter von 65 Jahren oder darüber. Die Durchschnittshaushaltsgröße lag bei 2,62 und die durchschnittliche Familiengröße bei 3,09 Personen.
26,8 Prozent der Bevölkerung waren unter 18 Jahre alt. 7,9 Prozent zwischen 18 und 24 Jahre, 30,0 Prozent zwischen 25 und 44 Jahre, 23,1 Prozent zwischen 45 und 64 Jahre und 12,2 Prozent waren 65 Jahre oder älter. Das Durchschnittsalter betrug 36 Jahre. Auf 100 weibliche kamen statistisch 97,1 männliche Personen. Auf 100 Frauen im Alter von 18 Jahren und darüber kamen 94,5 Männer.

Das jährliche Durchschnittseinkommen eines Haushalts betrug 46.313 USD, das Durchschnittseinkommen einer Familie 54.450 USD. Männer hatten ein Durchschnittseinkommen von 42.572 USD, Frauen 25.880 USD. Das Prokopfeinkommen betrug 21.582 USD. 5,8 Prozent der Familien und 7,8 Prozent der Bevölkerung lebten unterhalb der Armutsgrenze.

## Städte, Gemeinden und Townships
Citys
| - Algonac - Marine - Marysville - Memphis1 | - Port Huron - Richmond1 - St. Clair - Yale |

1 – teilweise im Macomb County

Villages
- Capac
- Emmett

Siedlungen auf gemeindefreiem Gebiet
- Allenton
- Anchorville
- Avoca

Townships
- Berlin
- Brockway
- Burtchville
- Casco
- Clay
- Clyde
- Columbus
- Cottreville
- East China Charter
- Emmett
- Ford Gratiot
- Grand
- Greenwood
- Ira
- Kenockee
- Kimball
- Lynn
- Mussey
- Port Huron
- Riley
- Wales